# Fong Sai-Yuk
Fong Sai-Yuk (Chinees: 方世玉續集) is een komische kungfu-film uit 1993 onder regie van Corey Yuen.

## Verhaal
In deze film leert Fong Sai-Yuk, een legendarische Chinese volksheld, de vechtkunst van zijn moeder. Hij dingt naar de hand van Ting-Ting, maar wordt verslagen door de moeder van dat meisje. Maar Sai-Yuks moeder laat dit niet op zich zitten: ze doet zich voor als de broer van Fong en verdedigt in een gevecht met succes de familie eer. Tijdens het gevecht wordt Ting-Tings moeder verliefd op Sai-Yuks 'broer', die in werkelijk zijn moeder is.

## Rolbezetting
Hoofdpersonages:
| Acteur          | Personage     | Beschrijving      |
| --------------- | ------------- | ----------------- |
| Jet Li          | Fong Sai-Yuk  |                   |
| Josephine Siao  | Miu Tsui-Fa   | Sai-Yuks moeder   |
| Paul Chu Kong   | Fong Tuk      | Sai-Yuks vader    |
| Michelle Reis   | Lui Ting-Ting |                   |
| Sibelle Hu      | Lee Siu-Wan   | Ting-Tings moeder |
| Chan Chung-yung | Tiger Lui     | Ting-Tings vader  |

## Trivia
- Fong Sai-Yuk werd nog in hetzelfde jaar vervolgd door Fong Sai-Yuk II.
- Alternatieve titels zijn: 'The Legend', 'The Legend of Fong Sai-Yuk' en 'Fong Shi Yu'.